# Fehérpettyes álszajkó
A fehérpettyes álszajkó (Ianthocincla bieti) a madarak osztályának verébalakúak (Passeriformes) rendjébe és a Leiothrichidae családjába tartozó faj.

## Rendszerezése
A fajt Émile Oustalet francia zoológus írta le 1897-ben. Besorolása vitatott, egyes szervezetek a Garrulax nembe sorolják Garrulax ocellatus néven.

## Előfordulása
Délkelet-Ázsiában, Kína területén honos. Természetes élőhelyei a mérsékelt övi erdők. Állandó, nem vonuló faj.

## Megjelenése
Testhossza 25,5 centiméter.

## Életmódja
Gerinctelenekkel és gyümölcsökkel táplálkozik.

## Természetvédelmi helyzete
Az elterjedési területe kicsi, széttöredezett és csökken, egyedszáma 2500-9999 példány közötti és csökken. A Természetvédelmi Világszövetség Vörös listáján sebezhető fajként szerepel.